# Liste der Monuments historiques in Saint-Sulpice-d’Arnoult
Die Liste der Monuments historiques in Saint-Sulpice-d’Arnoult führt die Monuments historiques in der französischen Gemeinde Saint-Sulpice-d’Arnoult auf.

## Liste der Bauwerke
| Bezeichnung       | Beschreibung                    | Standort | Kennzeichnung | Schutzstatus | Datum | Bild           |
| ----------------- | ------------------------------- | -------- | ------------- | ------------ | ----- | -------------- |
| Kirche St-Sulpice | Erbaut im 12. Jahrhundert       | (Lage)   | PA00105243    | Classé       | 1924  | weitere Bilder |
| Tour de l’Isleau  | Turm, erbaut im 12. Jahrhundert | (Lage)   | PA00105242    | Inscrit      | 1925  | weitere Bilder |

## Liste der Objekte
| Bezeichnung     | Beschreibung                                        | Standort                        | Kennzeichnung | Schutzstatus | Datum | Bild |
| --------------- | --------------------------------------------------- | ------------------------------- | ------------- | ------------ | ----- | ---- |
| Litre funéraire | Ende des 18. Jahrhunderts                           | in der Kirche St-Sulpice (Lage) | PM17000458    | Classé       | 1924  |      |
| Tabernakel      | Holz, farbig gefasst und vergoldet, 18. Jahrhundert | in der Kirche St-Sulpice (Lage) | PM17000621    | Classé       | 1994  |      |